# 田中充 (造園家)
田中 充（たなか みつる、1954年 - ）は、日本の地方公務員、造園家。元・神戸市建設局公園砂防部長で、現・公益財団法人国際花と緑の博覧会記念協会専務理事。神戸エコアップ研究会、阪神グリーンネット、農都共生ネットこうべ等に所属。

## 経歴
京都大学農学部卒業、同大学大学院修士課程修了。
1978年から神戸市役所に奉職。以来、公園緑地行政に携わる。しあわせの村、神戸ウイングスタジアムの建設、布引ハーブ園の建設、国営明石海峡公園などの事業に際し、窓口として事業調整に関わる。また、神戸市緑の基本計画策定を主導。
阪神・淡路大震災時には、震災復興土地区画整理事業や震災復興再開発事業と連携した防災公園づくりや水と緑のネットワーク、戦略的環境アセスメント形成に貢献。2002 FIFAワールドカップの会場となった御崎公園を市の防災拠点として整備した際、先進的な防災施設を備える芝生育成用地中給排水システム導入や屋根付き球技場の建設などを担う。
2021年に神戸市に奉職して以降の功績を称えられ、第43回日本公園緑地協会北村賞を受賞した。